# Tetrametilbenceno
Los tetrametilbencenos constituyen un grupo de sustancias dentro de los hidrocarburos aromáticos, cuya estructura consiste en un anillo bencénico con cuatro grupos metilo (–CH3) como sustituyentes. Por su diferente disposición forman tres isómeros estructurales con la fórmula molecular C10H14. También pertenecen al grupo de los C4-bencenos. El isómero más conocido es el dureno.
| Nombre común        | Prehniteno                                                        | Isodureno                                                         | Dureno                                                            |
| Nombre sistemático  | 1,2,3,4-tetrametilbenceno                                         | 1,2,3,5-tetrametilbenceno                                         | 1,2,4,5-tetrametilbenceno                                         |
| Fórmula estructural |                                                                   |                                                                   |                                                                   |
| Nº CAS              | 488-23-3                                                          | 527-53-7                                                          | 95-93-2                                                           |
| Punto de fusión     | −6,3 °C                                                           | −20 °C                                                            | 79,2 °C                                                           |
| Punto de ebullición | 205 °C                                                            | 197,9 °C                                                          | 196,8 °C                                                          |
| Solubilidad         | Inosluble en agua, soluble en éteres, alcoholes, benceno, acetona | Inosluble en agua, soluble en éteres, alcoholes, benceno, acetona | Inosluble en agua, soluble en éteres, alcoholes, benceno, acetona |
| SGA                 | · Atención                                                        | · Atención                                                        | · Peligro                                                         |